# Broderick Crawford
William Broderick Crawford (Philadelphia, 9 december 1911 — Rancho Mirage (Californië), 26 april 1986) was een Amerikaanse acteur. Crawford werd geboren als zoon van Lester Crawford en Helen Broderick. Zijn ouders stonden regelmatig op het toneel en zijn moeder had een korte filmcarrière in Hollywood.
In 1937 werd Crawford bekend toen hij de rol van 'Lennie' speelde in de toneelversie van Steinbecks Van muizen en mensen (Of Mice and Men) op Broadway. Hij kreeg echter niet de rol in de filmversie van het toneelstuk; de rol werd toegewezen aan Lon Chaney jr..
In 1949 werd Crawford gecast als Willie Stark voor de film All the King's Men. Voor die film won hij een Oscar voor beste acteur. Hij had een aantal successen in de filmwereld waarvan vooral zijn rol van de bedrogen echtgenoot in Langs film noir Human Desire (1954) en die van oplichter in Fellini's tragikomedie Il bidone (1955) vermeldenswaardig zijn.
Daarna speelde Crawford vervolgens in een aantal televisieproducties, waaronder in de politieserie Highway Patrol als Dan Matthews. Vervolgens produceerde hij nog een aantal Europese en Amerikaanse films.
In 1986 stierf hij op 74-jarige leeftijd in Rancho Mirage (Californië), na een beroerte.
Crawford heeft twee sterren op de Hollywood Walk of Fame, een voor zijn filmwerk en de andere voor zijn televisiewerk.

## Filmografie (selectie)
- Woman Chases Man (John G. Blystone) (1937)
- Beau Geste (William A. Wellman) (1939)
- The Real Glory (Henry Hathaway) (1939)
- Eternally Yours (Tay Garnett) (1939)
- Slightly Honorable (Tay Garnett) (1939)
- When the Daltons Rode (George Marshall) (1940)
- Seven Sinners (Tay Garnett) (1940)
- Trail of the Vigilantes (Allan Dwan) (1940)
- Badlands of Dakota (Alfred E. Green) (1941)
- Larceny, Inc. (Lloyd Bacon) (1942)
- The Time of Your Life (H. C. Potter) (1948)
- A Kiss in the Dark (Delmer Daves) (1949)
- Night Unto Night (Don Siegel) (1949)
- All the King's Men (Robert Rossen) (1949)
- Convicted (Henry Levin) (1950)
- Born Yesterday (George Cukor) (1950)
- The Mob (Robert Parrish) (1951)
- Scandal Sheet (Phil Karlson) (1952)
- Lone Star (Vincent Sherman) (1952)
- Last of the Comanches (André DeToth) (1953)
- The Last Posse (Alfred L. Werker) (1953)
- Night People (Nunnally Johnson) (1954)
- Human Desire (Fritz Lang) (1954)
- Not as a Stranger (Stanley Kramer) (1955)
- Il bidone (Federico Fellini) (1955)
- Between Heaven and Hell (Richard Fleischer) (1956)
- Up from the Beach (Robert Parrish) (1965)
- The Candidate (Michael Ritchie) (1972)
- The Private Files of J. Edgar Hoover (Larry Cohen) (1977)
- A Little Romance (George Roy Hill) (1979)
- Harlequin (Simon Wincer) (1980)